# Nicola Miceli
Nicola Miceli (né le 28 mai 1971 à Desio, en Lombardie) est un coureur cycliste italien.

## Biographie
Professionnel de 1993 à 2001, Nicola Miceli a notamment remporté une étape du Tour d'Italie 1998 et le Tour du Piémont en 1994. En six participations au Giro d'Italia, son meilleur résultat est une quatrième place au classement général en 1997.
Il est exclu du Tour d'Italie 1998 lors de la 21ème étape en raison d'un hématocrite supérieur à 50%.

## Palmarès

### Palmarès amateur
- 1989
  - Drei Etappen Rundfahrt Frankfurt
- 1991
  - Coppa Regole Spinale e Manez
  - Trofeo Caduti Medesi
  - Coppa del Mobilio (en ligne)
  - Coppa del Mobilio (contre-la-montre)
  - 3e du Tour des régions italiennes
- 1992
  - 2e de la Piccola Tre Valli Varesine

### Palmarès professionnel
- 1994
  - Tour du Piémont
- 1997
  - 4e du Tour d'Italie
- 1998
  - 4e étape du Tour d'Italie
- 1999
  - 2e étape du Tour des Abruzzes
  - 9e étape du Tour du Portugal
  - 2e du Tour de Toscane
  - 2e de la Semaine bergamasque
- 2000
  - 3e du Grand Prix de l'industrie et de l'artisanat de Larciano

## Résultats sur les grands tours

### Tour d'Italie
6 participations
- 1995 : abandon (14e étape)
- 1996 : abandon (8e étape)
- 1997 : 4e
- 1998 : non-partant (21e étape), vainqueur de la 4e étape
- 1999 : 20e
- 2001 : abandon (4e étape)

### Tour d'Espagne
3 participations
- 1997 : abandon (15e étape)
- 1999 : 36e
- 2000 : non-partant (20e étape)